# مركبة إعادة الدخول المتعددة المستهدفة بشكل مستقل

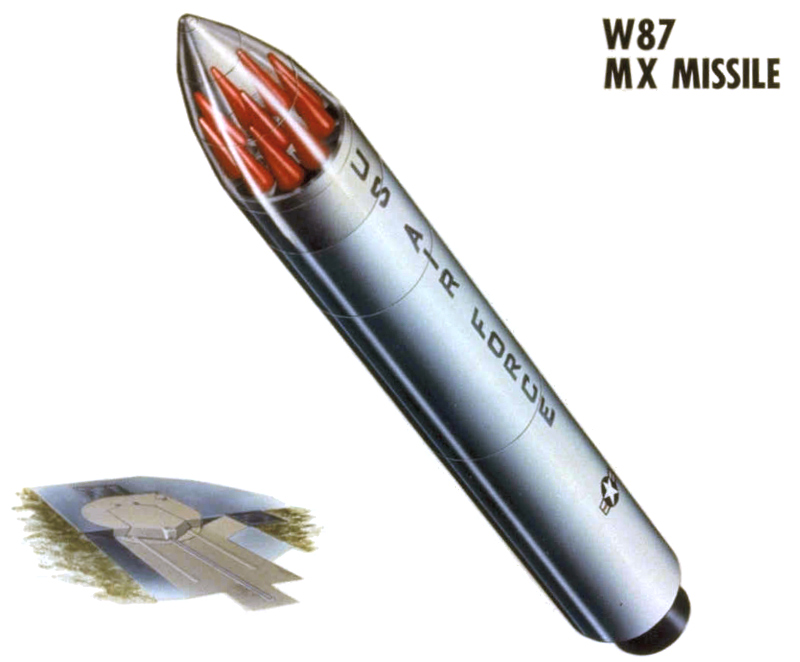
أحد الصواريخ والملون بالأحمر هي مركبة إعادة الدخول المتعددة المستهدفة بشكل مستقل (ر.م.د.هـ)

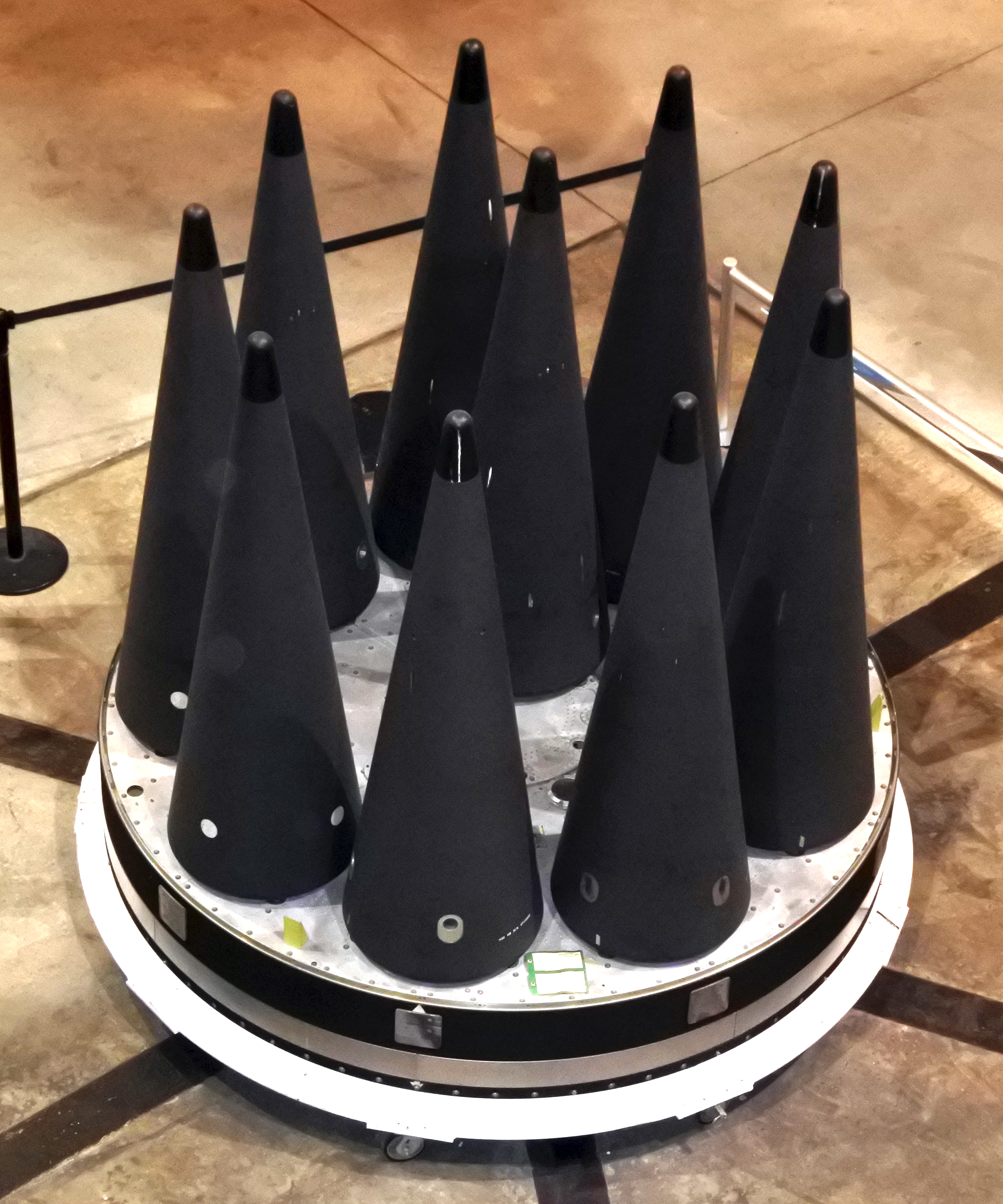
أحد صواريخ (م.ا.د.م.م) في المتحف الوطني للقوات الجوية للولايات المتحدة.

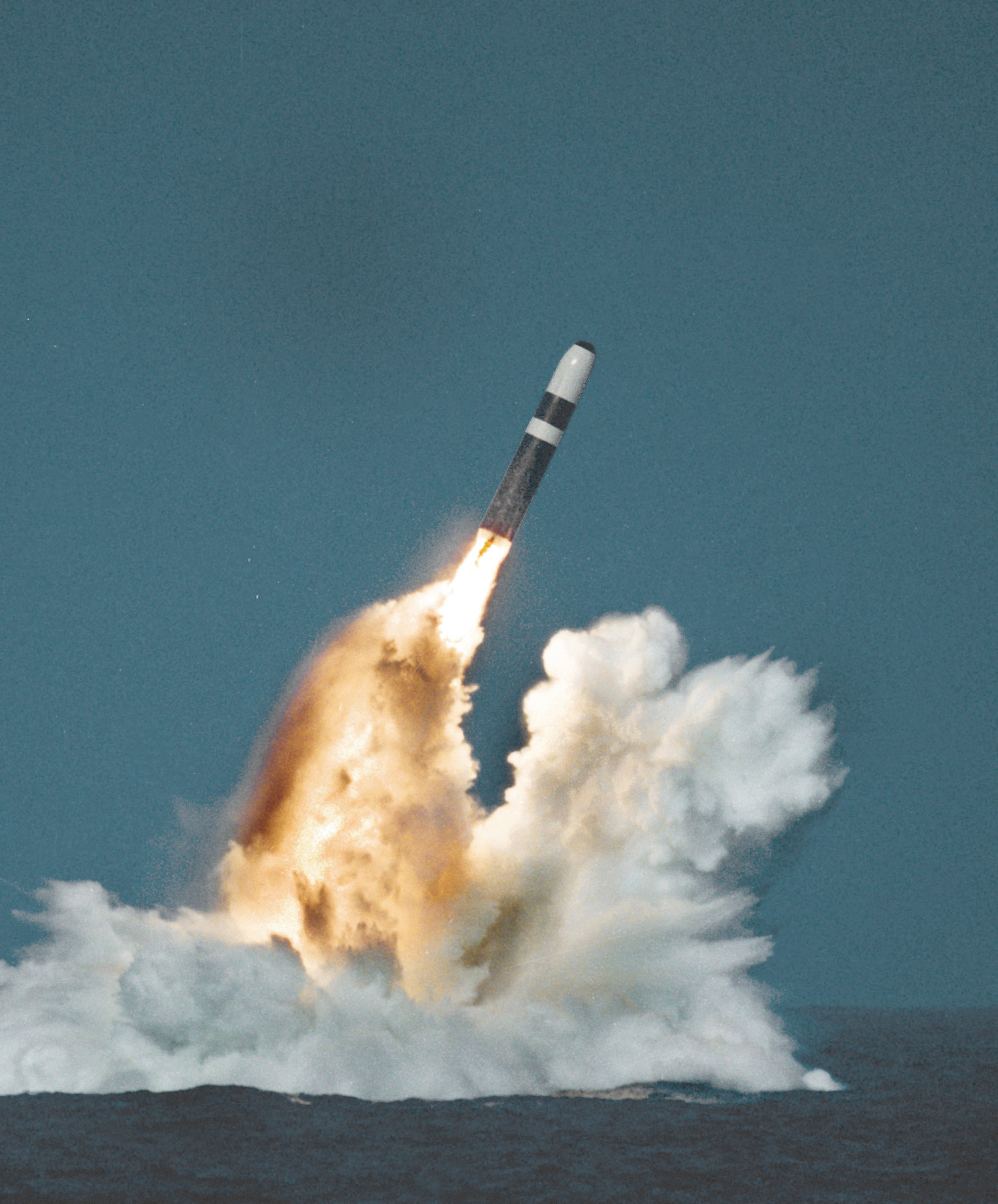
صاروخ ترايدنت 2 ، تحت الخدمة عند البحرية الأمريكية والبحرية الملكية. يمكن أن يحمل كل صاروخ ما يصل إلى 14 رأسًا حربيًا.

مركبة إعادة الدخول المتعددة المستهدفة بشكل مستقل يُعرف أحيانًا بالعربية بالرأس المدمر الموجه (ر.مد.هـ) ( MIRV ) عبارة عن حمولة صاروخية تحتوي على العديد من الرؤوس الحربية ، كل منها قادر على أن يستهدف هدفًا مختلفُا. يرتبط هذا المفهوم دائمًا بالصواريخ الباليستية العابرة للقارات حيث تحمل رؤوسًا حربية نووية حرارية . على النقيض من ذلك، فإن الرأس الحربي الوحيد هو رأس حربي واحد على صاروخ واحد. وهناك نوع آخر هي صاروخ مركبة إعادة الدخول المتعددة أو ما يعرف بالرأس المدمر غير الموجه (ر.م.د) (MRV) الذي يحمل العديد من الرؤوس الحربية التي يتم تفريقها ولكنها ليست موجهة بشكل فردي. الصين وفرنسا وروسيا والمملكة المتحدة وباكستان والولايات المتحدة هي الدول المؤكد حاليًا امتلاكها أنظمة صواريخ (رمده) . الهند وإسرائيل تحاول تطوير صواريخ (رمده) إلا أنه من غير المؤكد امتلاكها لهذا النظام.